# Otjozondjupa
Otjozondjupa ist eine der 14 Regionen Namibias. Die Region liegt im Nordosten der Republik, im Übergang zwischen den trockeneren Gebieten Zentralnamibias und den tropischen Gebieten des Nordens. Die Fläche der Region beträgt 105.328 Quadratkilometer, die Einwohnerzahl knapp 221.000 (Stand 2023). Hauptstadt und größter Ort der Region ist Otjiwarongo.
Neben dem Bergbau ist die Landwirtschaft der wichtigste Wirtschaftszweig in der Region.

## Geographie
In der Nähe der Stadt Grootfontein befindet sich eine der bekanntesten Sehenswürdigkeiten des Landes, der Hoba-Meteorit mit einem Gewicht von circa 50–60 Tonnen. Er gilt als einer der größten jemals auf der Erde gefundenen Meteoriten. Sein Alter wird auf ungefähr 190 bis 410 Millionen Jahre geschätzt; der Aufschlag erfolgte vor etwa 80.000 Jahren.

## Bevölkerung
Laut der Volkszählung 2011 sprechen 27,1 Prozent der Einwohner der Region Otjiherero als Hauptsprache. Es folgen Oshivambo mit 21,4 Prozent und Khoekhoegowab mit 21,1 Prozent. 1,3 Prozent der Einwohner nutzen Deutsch als Hauptsprache.

## Politik
- SWAPO: 5
- NUDO: 2

### Verwaltungsgliederung

Wahlkreise in Otjozondjupa

Otjozondjupa gliedert sich in folgende sieben Wahlkreise:
1. Grootfontein
2. Okahandja
3. Okakarara
4. Omatako
5. Otavi
6. Otjiwarongo
7. Tsumkwe

Zudem finden sich (Stand Juni 2018) in der Region fünf Lokalverwaltungen:
- Grootfontein – Gemeinde
- Okahandja – Gemeinde
- Okakarara – Stadt
- Otavi – Stadt
- Otjiwarongo – Gemeinde

## Regionalpartnerschaften
- Provinz Midlands, seit Februar 2020[4]